# Kit Hunter
Katherine Matilda "Kit" Hunter-Hyde (apellido de soltera: Hunter) es un personaje ficticio de la serie de televisión australiana Home and Away, interpretado por la actriz Amy Mizzi del 25 de abril de 2003 hasta el 3 de julio de 2007. 

## Biografía
La segunda hija de la familia Hunter, Kit es hermana de Scott, Robbie, Matilda y Henry. 
Después de la muerte de su padre Kit es expulsada de la escuela y comienza a beber, con la ayuda de Noah Lawson e Irene Roberts sale adelante y termina la escuela. A principios del 2004 Kit deja Summer Bay para terminar la universidad. Kit regresa varias veces a Bay para visitar a su familia y amigos, en el proceso se enamora de Kim Hyde.
Durante el 2006 regresa para la boda de Jack Holden y Martha Holden, sin embargo durante la recepción ocurre una explosión y Kit es una de los pocos que sufren algunas quemaduras, por lo que decide ir a la ciudad para tener un tratamiento, sin embargo el helicóptero en el que viajaba junto a su hermano Robbie Hunter, Martha, Kim y Belle Taylor se estrella. Mientras buscaba ayuda se tuerce el tobillo y decide quedarse atrás mientras los demás van a buscar ayuda y Kym decide quedarse con ella. Durante este tiempo Kym está comprometido con Rachel Armstrong. Creyendo que no los iban a encontrar y que iban a morir, Kit y Kim duermen juntos, sin embargo al día siguiente los encuentran y son rescatados. Kit se siente culpable y decide olvidar los sentimientos que tiene por Kim y regresa a la ciudad.
Kit queda embarazada de Kim y al inicio Rachel decide apoyarlos, sin embargo las cosas empeoran cuando ambas comienzan a discutir por todo, durante una pelea Kit comienza a sentir un fuerte dolor de cabeza y Rachel la lleva al hospital, pero durante el recorrido tienen un accidente de coche y quedan al borde de un precipicio, para luego ser salvadas por Kit; en el hospital se le diagnostica a Kit con migraña por lo que Kim culpa a Rachel por ocasionárselo; sin embargo Kit interviene y lo hace entrar en razón.
Cuando su exnovio James regresa a la ciudad Kit lo rechaza, pero cuando él le dice que regresó para estar con ella y el bebé ella decide darle una segunda oportunidad y regresan, Kit ya no recurre tanto a Kim, por lo que este se siente expulsado. Poco después Kit descubre que James le mintió y que sigue fumando marihuana y lo hecha de su vida; desafortunadamente James no estaba dispuesto a tomar el rechazo muy bien y a causa de una psicosis inducida por las drogas secuestra a Kit, quien luego es liberada por Kim y Rachel y trasladada al hospital con una crisis de migraña severa. 
Con James atrás, Kit comienza a recurrir a Kim de nuevo y con la fecha del nacimiento más cerca crea tensión con Rachel. Finalmente el día del nacimiento llega, Kim lleva a Kit al hospital pero el camino está cerrado por un accidente, así que Kim decide tomar un atajo pero los neumáticos se pinchan y Kit comienza su labor de parto, pero con la ayuda de Kim da a luz a su hijo Archie. Kit se desmaya pero recibe ayuda y se recupera en el hospital. Pero la felicidad no duró luego de que se enteran de que la víctima del accidente que los desvió era la madre de Kit, Beth Hunter, quien murió en el lugar.
En duelo por la muerte de su madre y lidiando con su nueva maternidad, Kit recurre más a Kim, lo que ocasiona que sus sentimientos hacia él crezcan, por lo que Kit confía en su hermana Matilda y le dice que aún lo ama. Después de varios intentos fallidos por mantener su distancia, Kit no puede negar sus sentimientos y le dice lo que siente, ambos comparten un beso pero Kim se aleja diciendo que todavía ama a su esposa. 
Poco después Kit se entera de que Rachel y Kim están intentando tener un hijo, lo cual la lleva a decidirse por mudarse de nuevo a la ciudad con Archie. Esto ocasiona problemas entre Kim y Rachel, lo que lleva a Kim a admitir que en realidad ama a Kit, por lo que ella le da un ultimátum, pero cuando no se pudo decidir, Kit toma la decisión por él y decide irse de Summer Bay. 
Las cosas en la ciudad no fueron fáciles para Kit, ya que lo único que podía pagar era un cuarto pequeño y feo, el cual tenía a un casero que odiaba a los niños y un vecino que oía la música a todo volumen durante toda la noche. Kim al no poder ocultar más sus sentimientos por ella, decide ir a la ciudad a visitarla, durante su visita Kim le dice que Rachel lo engañó con Hugh un compañero del hospital. Al no tener un lugar para dormir convence a Kit para que lo deje quedarse, sin embargo al día siguiente Kit lo obliga a tomar una decisión ya que solo la confundía. 
Al final Kim decide quedarse con la mujer que ama, Kit. Ambos regresan brevemente a Bay, Kim a buscar sus cosas y Kit para despedirse de Matilda antes de que ambos dejaran Summer Bay para siempre con Archie, poco después se casaron.